# Changgang-gun
Changgang-gun (koreanska: 장강군) är en kommun i Nordkorea.   Den ligger i provinsen Chagang, i den norra delen av landet, 240 km norr om huvudstaden Pyongyang. Antalet invånare är 67 000. Arean är 740 kvadratkilometer.
Terrängen i Changgang-gun är kuperad åt nordväst, men åt sydost är den bergig.